# Lotta libera ai Giochi della XVIII Olimpiade - Pesi leggeri
La competizione della categoria pesi leggeri (fino a 70 kg) di lotta libera dei Giochi della XVIII Olimpiade si è svolta dall'11 al 14 ottobre 1964 alla Arena Nippon Budokan a Tokyo.

## Formato
Ad ogni incontro venivano assegnate le seguenti penalità:
- 0 = Al vincitore per schienata
- 1 = Al vincitore ai punti
- 2 = In caso di pareggio
- 3 = Allo sconfitto ai punti
- 4 = Allo sconfitto per schienata

Con sei penalità o più il lottatore veniva eliminato.

## Risultati
| Legenda                                  | Legenda |
| ---------------------------------------- | ------- |
| Lottatore con 6 penalità o più Eliminato |         |

### 1º Turno
Si è disputato il 11 ottobre
| Vincitore        | Pen. | Risultato | Sconfitto                 | Pen. |
| ---------------- | ---- | --------- | ------------------------- | ---- |
| Mahmut Atalay    | 1    | Ai Punti  | Zarbeg Beriashvili        | 3    |
| Muhammad Bashir  | 1    | Ai Punti  | Stefanos Ioannidis        | 3    |
| Udey Chand       | 1    | Ai Punti  | Arto Savolainen           | 3    |
| Enyu Valchev     | 0    | Schienata | Tham Kook Chin            | 4    |
| Gregory Ruth     | 1    | Ai Punti  | Matti Poikala             | 3    |
| Iwao Horiuchi    | 1    | Ai Punti  | Danzandarjaagiin Sereeter | 3    |
| Sidney Marsh     | 0    | Schienata | Alejandro Echaniz         | 4    |
| Abdullah Movahed | 1    | Ai Punti  | Kenny Stephenson          | 3    |
| Klaus Rost       | 1    | Ai Punti  | Rodger Doner              | 3    |
| Jeong Dong-Gu    | 1    | Ai Punti  | Tony Greig                | 3    |
| Djan-Aka Djan    | 1    | Ai Punti  | Carlos Alberto Vario      | 3    |

### 2º Turno
Si è disputato il 12 ottobre
| Vincitore            | Pen. | Risultato | Sconfitto                 | Pen. |
| -------------------- | ---- | --------- | ------------------------- | ---- |
| Mahmut Atalay        | 2    | Ai Punti  | Stefanos Ioannidis        | 6    |
| Zarbeg Beriashvili   | 4    | Ai Punti  | Muhammad Bashir           | 4    |
| Enyu Valchev         | 0    | Schienata | Udey Chand                | 5    |
| Arto Savolainen      | 3    | Schienata | Tham Kook Chin            | 8    |
| Iwao Horiuchi        | 2    | Ai Punti  | Matti Poikala             | 6    |
| Gregory Ruth         | 2    | Ai Punti  | Danzandarjaagiin Sereeter | 6    |
| Kenny Stephenson     | 4    | Ai Punti  | Alejandro Echaniz         | 7    |
| Abdullah Movahed     | 2    | Ai Punti  | Sidney Marsh              | 3    |
| Klaus Rost           | 1    | Schienata | Tony Greig                | 7    |
| Jeong Dong-Gu        | 2    | Ai Punti  | Djan-Aka Djan             | 4    |
| Carlos Alberto Vario | 4    | Ai Punti  | Rodger Doner              | 6    |

### 3º Turno
Si è disputato il 13 ottobre
| Vincitore            | Pen. | Risultato | Sconfitto        | Pen. |
| -------------------- | ---- | --------- | ---------------- | ---- |
| Mahmut Atalay        | 2    | Schienata | Muhammad Bashir  | 8    |
| Zarbeg Beriashvili   | 5    | Ai Punti  | Udey Chand       | 8    |
| Enyu Valchev         | 0    | Schienata | Arto Savolainen  | 7    |
| Iwao Horiuchi        | 3    | Ai Punti  | Gregory Ruth     | 5    |
| Sidney Marsh         | 4    | Ai Punti  | Kenny Stephenson | 7    |
| Abdullah Movahed     | 3    | Ai Punti  | Jeong Dong-Gu    | 5    |
| Klaus Rost           | 2    | Ai Punti  | Djan-Aka Djan    | 7    |
| Carlos Alberto Vario | 4    | Esentato  |                  |      |

### 4º Turno
Si è disputato il 14 ottobre
| Vincitore          | Pen. | Risultato  | Sconfitto            | Pen. |
| ------------------ | ---- | ---------- | -------------------- | ---- |
| Mahmut Atalay      | 3    | Ai Punti   | Carlos Alberto Vario | 7    |
| Zarbeg Beriashvili | 6    | Ai Punti   | Enyu Valchev         | 3    |
| Gregory Ruth       | 6    | Ai Punti   | Sidney Marsh         | 7    |
| Iwao Horiuchi      | 5    | = Parità = | Abdullah Movahed     | 5    |
| Jeong Dong-Gu      | 6    | Ai Punti   | Klaus Rost           | 5    |

### 5º Turno
Si è disputato il 14 ottobre
| Vincitore     | Pen. | Risultato  | Sconfitto        | Pen. |
| ------------- | ---- | ---------- | ---------------- | ---- |
| Iwao Horiuchi | 6    | Ai Punti   | Mahmut Atalay    | 6    |
| Enyu Valchev  | 5    | = Parità = | Abdullah Movahed | 7    |
| Klaus Rost    | 5    | Esentato   |                  |      |

### Finale
| Vincitore    | Pen. | Risultato | Sconfitto  | Pen. |
| ------------ | ---- | --------- | ---------- | ---- |
| Enyu Valchev |      | Ai punti  | Klaus Rost |      |

## Classifica finale
| Pos.    | Atleta                    | Nazione          |
| ------- | ------------------------- | ---------------- |
| Oro     | Enyu Valchev              | Bulgaria         |
| Argento | Klaus Rost                | Germania         |
| Bronzo  | Iwao Horiuchi             | Giappone         |
| 4       | Mahmut Atalay             | Turchia          |
| 5       | Abdullah Movahed          | Iran             |
| 6       | Jeong Dong-Gu             | Corea del Sud    |
| 6       | Zarbeg Beriashvili        | Unione Sovietica |
| 6       | Gregory Ruth              | Stati Uniti      |
| 9       | Carlos Alberto Vario      | Argentina        |
| 9       | Sidney Marsh              | Australia        |
| 9       | Djan-Aka Djan             | Afghanistan      |
| 9       | Arto Savolainen           | Finlandia        |
| 9       | Kenny Stephenson          | Gran Bretagna    |
| 14      | Udey Chand                | India            |
| 14      | Muhammad Bashir           | Pakistan         |
| 16      | Rodger Doner              | Canada           |
| 16      | Stefanos Ioannidis        | Grecia           |
| 16      | Danzandarjaagiin Sereeter | Mongolia         |
| 16      | Matti Poikala             | Svezia           |
| 20      | Alejandro Echaniz         | Messico          |
| 20      | Tony Greig                | Nuova Zelanda    |
| 22      | Tham Kook Chin            | Malaysia         |